# Choeromorpha lambii
Choeromorpha lambii là một loài bọ cánh cứng trong họ Cerambycidae.